# Road Tapes, Venue 2
Albums de Frank Zappa
Finer Moments
(2012) Joe's Camouflage
(2014)
Road Tapes, Venue 2 est un double album posthume de Frank Zappa, contenant les concerts donnés par Frank Zappa and the Mothers of Invention le 23 et 24 août 1973, à la maison Finlandia, à Helsinki.

## Liste de titres

### Disque 1
1. Introcious 5 min 18 s
2. The Eric Dolphy Memorial Barbecue (1 min 08 s)
3. Kung Fu (1 min 11 s)
4. Penguin In Bondage (4 min 07 s)
5. Exercise #4 (1 min 58 s)
6. Dog Breath (1 min 36 s)
7. The Dog Breath Variations (1 min 30 s)
8. Uncle Meat (2 min 27 s)
9. RDNZL (6 min 17 s)
10. Montana (7 min 03 s)
11. Your Teeth And Your Shoulders And Sometimes Your Foot Goes Like This . . . /Pojama Prelude (10 min 14 s)
12. Dupree's Paradise (15 min 55 s)
13. All Skate/Dun-Dun-Dun (The Finnish Hit Single) (14 min 10 s)

### Disque 2
1. Village Of The Sun (5 min 40 s)
2. Echidna's Arf (Of You) (4 min 22 s)
3. Don't You Ever Wash That Thing? (9 min 56 s)
4. Big Swifty (12 min 58 s)
5. Farther O'Blivion (22 min 54 s)
6. Brown Shoes Don't Make It (7 min 33 s)

## Musiciens
- Frank Zappa : guitare, chant
- Jean-Luc Ponty : violon
- George Duke : clavier, chant
- Ian Underwood : claviers, bois
- Ruth Underwood : percussions
- Bruce Fowler : trombone
- Tow Folwer : basse
- Ralph Humphrey : batterie, cloche

## Production
- Production : Gail Zappa
- Direction musicale : Frank Zappa
- Conception pochette : Joseph Carter
- Photographie : Diva Zappa